# ویرجینیا آرگوئتا
ویرجینیا آرگوئتا (اسپانیایی: Virginia Argueta‎؛ زادهٔ ۱۳ اکتبر ۱۹۹۴) مدل (شخص) اهل گواتمالا است. او در سال ۲۰۱۶ توانست عنوان دوشیزه گواتمالا را کسب کند. او همچنین نماینده کشور گواتمالا در دوشیزه جهان ۲۰۱۶ بود